# Горбунов, Игорь Романович
И́горь Рома́нович Горбуно́в (р. 18 июля 1959, Чернорецк) — советский и российский фаготист, солист симфонического оркестра Мариинского театра и АСО Ленинградской филармонии, Заслуженный артист Российской Федерации (2009)

## Биография
Игорь Горбунов окончил среднюю специальную музыкальную школу при Ленинградской консерватории в 1977 году по классу Льва Печерского. Высшее музыкальное он получил в Ленинградской консерватории, которую окончил в 1982 году под руководством профессора Григория Ерёмкина.
В 1978—1979 году Горбунов был стажёром в оркестре театра оперы и балета имени С. М. Кирова. В 1979—1980 годах он работал концертмейстером группы фаготов АСО Ленинградской филармонии, с 1980 по 1983 — в эстрадно-симфоническом оркестре Ленинградского телевидения и радио. В 1983 году Игорь Горбунов вновь вернулся в оркестр Кировского театра и занял в нём место солиста-концертмейстера группы фаготов. В 2009 году ему было присвоено почётное звание Заслуженный артист Российской Федерации.

## Награды и звания
- Лауреат I премии Всероссийского конкурса музыкантов-исполнителей (Ленинград, 1983)
- Лауреат Всесоюзного конкурса музыкантов-исполнителей (Одесса, 1983)
- Заслуженный артист Российской Федерации (2009)